# まゆみ (KANの曲)
『まゆみ』は1993年4月21日に発売されたKAN15作目のシングル。

## 概要
アルバム『TOKYOMAN』（1993年2月25日発売）からシングル・カット。
1993年三ツ矢サイダーCMイメージ・ソング。転調するサビの部分は、KANが元々別曲の出だしとして作っていたもので強引に2曲をくっつけ完成させた。
間奏にビートルズ「マジカル・ミステリー・ツアー」のイントロ・フレーズが使われている。「まゆみ」は当初からイントロが無いが、1990年代後期-渡仏前のツアーではイントロにも「マジカル・ミステリー・ツアー」のフレーズをつけ演奏されることが多かった。カップリング曲はアルバム『GIRL TO LOVE』収録曲「フランスについた日」新録ヴァージョン。

## 収録曲
全曲　作詞・作曲：KAN
1. まゆみ　（編曲：小林信吾/KAN）
2. フランスについた日（Re-arranged） （編曲：十川知司/KAN）
3. まゆみ（オリジナル・カラオケ）

## カバー
声優の飯塚雅弓が、アルバム『センチメンタルCANDY』の中で同曲をカバー。